# Ngân hàng Thương mại cổ phần Việt Nam Thịnh Vượng
Ngân hàng Thương mại cổ phần Việt Nam Thịnh Vượng (VPBank) được thành lập ngày 12 tháng 8 năm 1993, là một trong những ngân hàng thương mại cổ phần có lịch sử lâu đời ở Việt Nam. Sau gần 31 năm hoạt động, VPBank đã phát triển mạng lưới lên 233 chi nhánh/phòng giao dịch với đội ngũ gần 25.000 cán bộ nhân viên tại thời điểm ngày 30 tháng 6 năm 2021. Hết năm 2020, tổng thu nhập hoạt động của VPBank đạt 39.000 tỷ đồng. Lợi nhuận trước thuế của VPBank năm 2020 đạt mức 13.019 tỷ đồng, hoàn thành 127,5% kế hoạch và tăng 26,1% so với năm 2019, xếp thứ 4 trong các ngân hàng tại Việt Nam. Năm 2023 VPBank đặt lợi nhuận đạt 24.000 tỉ đồng

## Lịch sử & Thành tựu
Ngân hàng TMCP Việt Nam Thịnh Vượng (VPBank) được thành lập ngày 12 tháng 8 năm 1993. Sau gần 27 năm hoạt động, VPBank đã phát triển mạng lưới lên 227 điểm giao dịch với đội ngũ gần 27.000 cán bộ nhân viên. Hết năm 2019, tổng thu nhập hoạt động đạt 36.356 tỷ đồng, tăng 20,3% so với cùng kỳ. Lợi nhuận trước thuế đạt mức cao nhất trong lịch sử 10.324 tỷ đồng, vượt 9% kế hoạch và tăng 12,3% so với năm 2018.
Năm 2022, VPBank là đơn vị đầu tiên và lớn nhất tài trợ mang bản quyền FIFA World Cup 2022 về Việt Nam theo công bố chính thức từ VTV. Số tiền mà đơn vị này tài trợ là 100 tỷ đồng.
Năm 2024, VPBank khai trương chi nhánh Flagship mới tại Thành phố Hồ Chí Minh - trung tâm kinh tế, tài chính lớn nhất cả nước.

## Bê bối
Ngân hàng này cũng dính líu tới nhiều bê bối liên quan đến các hoạt động đòi nợ và cho vay lãi suất cao của công ty con FE Credit. Năm 2019, tờ báo Sức khỏe và Đời sống (cơ quan ngôn luận của Bộ Y Tế) đã gọi VPBank là "làm tan nát" một gia đình. Nhân viên của ngân hàng lừa đảo chiếm dụng tài sản của khách hàng theo báo vietnamnet ngày 26 tháng 10 năm 2023.

## Đánh giá
VPBank được đánh giá là một ngân hàng năng động, uy tín và có năng lực tài chính ổn định. Thương hiệu VPBank được tổ chức định giá thương hiệu quốc tế Brand Finance đánh giá nằm trong "Top 250 ngân hàng giá trị nhất toàn cầu". Cụ thể, giá trị thương hiệu của VPBank trong bảng xếp hạng 2020 đạt mức 502 triệu USD, tăng 41% so với năm 2019.
Năm 2021, VPBank được tạp chí The Asian Banker bình chọn và trao giải thưởng "Quản trị rủi ro ngân hàng tốt nhất" (The Achievement in Enterprise Risk Management). Đây là lần thứ hai VPBank đạt giải thưởng cấp châu lục về quản trị rủi ro. Trước đó, năm 2020, VPBank cũng được tạp chí The Asian Banker bình chọn và trao giải thưởng quốc tế "Quản trị rủi ro thanh khoản tốt nhất" (The Achievement in Liquidity Risk Management).
VPBank là một trong những ngân hàng nhận được nhiều ghi nhận trong việc ứng dụng kỹ thuật số tiên tiến vào hệ thống vận hành, góp phần gia tăng trải nghiệm người dùng. Ngân hàng này đã có 3 năm liên tiếp nhận giải thưởng "Ngân hàng chuyển đổi số tiêu biểu" do IDG Việt Nam phối hợp cùng với Hiệp hội ngân hàng Việt Nam (VNBA) tổ chức vào năm 2018, 2019 và 2020. VPBank cũng được tạp chí The Asian Banker Vietnam bình chọn và trao giải thưởng quốc tế "Trải nghiệm Khách hàng tốt nhất" (Best Customer Experience) cho chủ trương số hóa phương tiện - sản phẩm - quy trình của ngân hàng trong năm 2020.
Bên cạnh chú trọng hiệu quả kinh doanh, trong những năm trở lại đây, VPBank là một trong những ngân hàng tích cực nhất trong các hoạt động trách nhiệm xã hội. Kể từ khi dịch Covid-19 xảy ra tại Việt Nam vào năm 2020, VPBank đã thể hiện trách nhiệm của mình với cộng đồng bằng loạt chiến dịch an sinh xã hội thiết thực. Có thể kể đến như ủng hộ tiền cho UBMTTQ Việt Nam và một số địa phương phòng chống dịch, ủng hộ 60 tỷ đồng vào Quỹ vaccine của Chính Phủ, ủng hộ 5 xe container khám chữa bệnh lưu động, ủng hộ 1.715 máy thở các loại cho khu vực phía Nam. Năm 2020, VPBank được Tạp chí Asiamoney tôn vinh là "Ngân hàng có dự án trách nhiệm xã hội tốt nhất Việt Nam" (Best Bank for Corporate social responsibility - CSR).